# Фалконет
Фалконет (на италиански: falconetto; на английски: falconet – млад сокол) или фалкон – название на артилерийско оръдие с калибър 1 – 3 фунта (като правило, диаметъра на канала на ствола е равен на 45 – 65 mm), състоящо на въоръжение в армиите и флота в периода 16—18 век.
В Русия първите фалконети с тегло около 250 килограма са отлети през 1547 г. В някои армии през 18 век фалконети се наричат полковите 45—55-милиметрови оръдия. Фалконетите стрелят с оловни гюлета, а се превозват от впрягове от по 1 – 2 коня.
Макар фалконетите да са разработени за сухопътни оръдия те широко се използват и в морето през 17 век за защита на леките съдове: например на неголемите абордажни лодки. Фалконетите са широко използвани по време на войната за независимост на САЩ, както Великобритания, така и от колонистите. Също е известно, че краля на Франция Шарл VIII приема на въоръжение в своята армия такива оръдия и с тяхна помощ покорява Италия.
Има упоминания за използване от полската страна на два фалконета в битката при Клушино.
Запорожките казаци масово използват фалконетите на своите каруци и за защитата на вагенбурговете им. Също ги използват и на своите бойни лодки – чайките.

## Интересни факти
- Фалконети има в компютърната игра Assassin’s Creed IV: Black Flag, в която по време на морските сражения играча може да управля оръдия при обстрела на уязвимите места на вражеския кораб от малка дистанция, както ръчно, така и по време на абордажа.